# Phaszianoszok
Phaszianoszok, ókori görög népcsoport. Területük a Phaszisz folyó mellett volt. Sztrabón tesz említést róluk.